# 필라델피아
필라델피아 시(영어: City of Philadelphia)는 펜실베이니아주에서 가장 큰 도시로, 미국 독립시기인 18세기에 미국의 수도였다. 현재는 미국 북동부에서 두 번째로 큰 도시이자 미국 전체에서 다섯 번째로 큰 도시이다. 도시는 델라웨어강과 스퀼킬 강에 따라 미국 북동부에 자리 잡고 있으며, 펜실베이니아 주에서 유일하게 도시와 군이 통합된 곳이다. 2010년 인구 조사에 따르면 도시의 인구는 1,526,006명이였고 2012년 인구 조사에서는 1,547,607명으로 늘었다. 필라델피아는 델라웨어 밸리 지역의 경제와 문화의 중심지로, 주변 군을 합친 대도시권역은 인구 600만 명 이상으로 미국에서 여섯 번째로 큰 대도시권역이다. 델라웨어 밸리 지역 내에서 필라델피아 광역도시권은 다섯 개 구역으로 나뉘며, 인구는 약 4백만 명이다. 필라델피아의 유명한 별칭으로 ‘필리’(Philly)와 ‘우애의 도시’(The City of Brotherly Love)가 있다. 필리는 필라델피아를 줄여서 부른 별칭이고, 우애의 도시는 ‘필라델피아’가 그리스어 우정, 사랑, 우애를 의미하는 ‘필로스’(φίλος)와 형제, 친밀한 동료를 의미하는 ‘아델포스’(ἀδελφός)에서 유래하여 해당 그리스어를 영어로 번역한 별칭이다.
1682년 영국 출신 퀘이커 교도인 윌리엄 펜이 영국의 왕이었던 찰스1세의 승인을 받아 영장에 따라 정착한 북미 식민지 중 하나인 펜실베니아 주의 중심 도시로 삼으며 필라델피아가 형성되었다. 그 후 미국 독립의 중심이 되었으며, 자유의 종을 비롯하여 미국 독립 관련 유적들이 많다. 1787년에는 필라델피아에서 미국 헌법이 기초되고, 1790년부터 10년 동안은 미국 연방의 수도였다. 현재는 미국 제2의 항구 도시로서, 무역업이 발전하였다. 주요 수입품은 석유, 원당, 철광석, 양모, 면화 등이고, 수출은 석유 정유제품, 철광석, 석탄, 기관차 등이다. 미국의 제조업, 상업, 금융업의 중심이고, 산업은 전통적인 출판업이 유명하다. 유명하며 전통을 지닌 공원, 극장, 교회, 교육기관, 자선시설, 병원 등이 있으며, 동부의 예술 중심지이다. 주변에는 비옥한 농업지대가 있다.

## 역사
유럽인들이 도착하기 전에 현재의 필라델피아 지역에는 델라웨어 족 인디언들이 살고 있었다. 1600년대 초반에 영국과 네덜란드의 항해자들이 이 지역을 방문했다. 1640년대 스웨덴인들이 처음 정착하여 마을을 설립했다. 그 이후 네덜란드와 영국, 스웨덴이 필라델피아 지역을 두고 전쟁을 했고, 1674년 승리한 영국이 차지하였다.

### 초기 식민지 시절

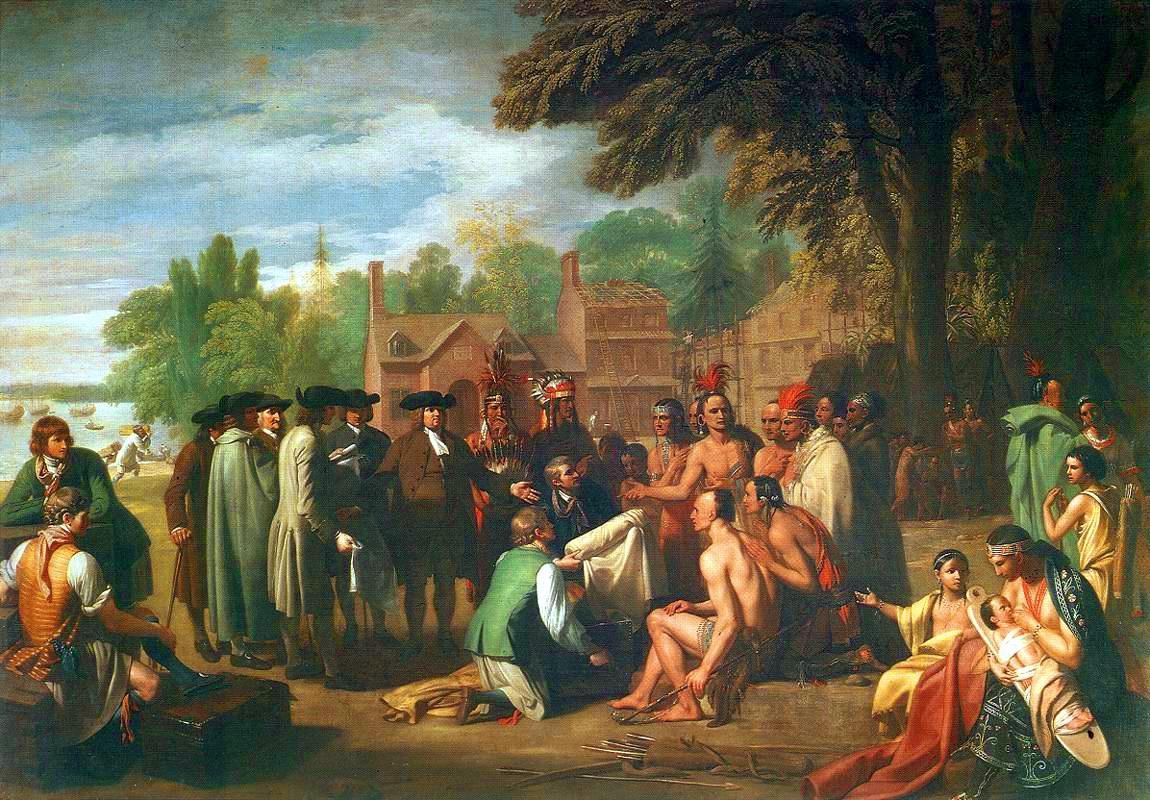
윌리엄 펜이 인디언들과 조약을 맺는 모습

1681년 잉글랜드의 찰스 2세는 윌리엄 펜에게 펜실베이니아 지역을 식민지로 승인하는 영장을 주었다. 펜은 필라델피아 지역을 펜실베니아 식민지의 중심지역으로 선택하였다. 1682년 윌리엄 펜이 왕의 영장을 지니고 펜실베니아에 도착한 이후에 필라델피아 지역은 1683년 펜실베이니아 주의 주도가 되었다.
펜은 영국을 떠나기 전에 영국만이 아니라 유럽지역에도 펜실베니아 지역의 종교적 자유 보증을 광고하였고, 종교적 박해를 당한 수천 명의 사람들이 필라델피아로 모여들었다. 지역은 빠르게 발전하며 이주한 사람들에게 경제적 기회를 제공하였다. 그 결과, 필라델피아는 기근, 가난과 전쟁을 피한 유럽의 다양한 지역의 수많은 유럽인들이 모였다. 1700년 기준, 필라델피아인구는 약 4,500명이었다. 필라델피아를 중심으로 1701년 주변 마을(군 지역)을 합병하여 시로 승격하였다.
농업에 적합한 토양으로 수확량이 많아, 생산한 풍부한 곡물과 농산물을 주변지역에 판매하는 무역이 증가하였다. 이로 인해 필라델피아는 제조업과 해운업의 중심지가 되어 발전하였다. 1700년대 초반 필라델피아는 미국의 중요한 산업 지역으로 주변 식민 지역들에 생활제품과 농산물을 제공하는 제조와 무역 중심지가 되었다.
필라델피아는 미국의 독립 운동가인 벤저민 프랭클린과 관련이 깊다. 1723년 17살 인쇄 견습생 프랭클린이 보스턴에서 필라델피아로 이주하였다. 인쇄업에서 성공한 프랭클린은 불과 25살에 펜실베니아 대학교에 도서관을 기증하는 필라델피아에서 유력한 인물이 되었고, 이후 정치에 참여하여 미국 건국의 아버지 중 한 명이 되었다. 프랭클린이 발행한 신문과 연감은 필라델피아가 현재까지도 미국의 출판업 중심지로 발전하는 계기가 되었다. 1760년경에 필라델피아 지역 인구는 대략 20,000명이었으며, 당시 북미 지역의 영국 식민지 가운데 가장 큰 도시였다.

### 독립 전쟁 시기

1776년 7월 4일 필라델피아에서 체결된 미국 독립 선언

1700년대 중반 프랑스와 벌였던 7년 전쟁으로 영국이 재정난을 겪었다. 이를 타개하기 위해 새로운 ‘식민지 세금법(인지세법) 및 교역 정책’을 채택하였다. 이 법률로 특히 북미 식민지의 세금이 크게 상승하였다. 북미 식민지 주민은 크게 분노했고, 필라델피아는 영국에 대한 북미 식민지의 저항 중심지가 되었다. 1774년 북미 대륙 식민지 주민들의 대표자가 모였던 첫 ‘대륙 회의’가 카펜터스 홀에서 열렸고, 대표자들은 식민지 주민의 권리에 해가 되는 영국법에 대항하기로 하였다. 1775년 5월 미국 독립 전쟁이 일어난 후, 두번째 ‘대륙 회의’가 펜실베이니아 스테이트 하우스(현재의 인디펜던트 홀)에서 열렸다. 이 회의에서 1776년 7월 4일 토머스 제퍼슨이 필라델피아에서 작성하여 입안한 미국 독립 선언문을 채택하였다. 의회는 전쟁 대부분 동안에 이 도시에서 열렸다.
1777년 9월 26일 영국군이 브랜디와인 전투에서 이긴 후, 필라델피아를 점령했다. 미군은 도시를 재점령하려고 하였으나 10월 4일 저먼타운 전투에서 영국군에게 패배했다. 1778년 프랑스가 전쟁에서 쪽에 가담하여 미군을 돕는 차원에서 군함을 보냈다. 6월 18일 프랑스 군함을 피하기 위해 영국군은 필라델피아에서 물러갔다. 의회는 그해 7월부터 1783년 6월까지 거기서 회의를 가졌다. 두 명의 필라델피아 재무 전문가인 로버트 모리스와 헤임 설로먼은 독립 전쟁을 수행할 자금을 모금하였다.
1787년 헌법 회의 대표단이 인디펜던스 홀에서 미국 헌법에 서명하였다. 필라델피아는 1790년부터 1800년까지 미국의 수도였다. 1790년 필라델피아의 인구는 대략 42,000명으로 당시 미국 내에서 제일 많았다. 1793년 펜실베이니아 주도는 필라델피아에서 랭카스터로 옮겼다가, 1812년 해리스버그로 옮겼다.

### 산업의 시작
1800년대에는 필라델피아 북서부의 석탄 광산이 개발되어, 연료 공급이 원활해지자 다양한 산업들이 필라델피아로 모였다. 운하와 철도, 도로 건설로 필라델피아와 당시 미국 중서부 사이의 무역이 늘었다. 당시 필라델피아의 산업은 의류와 철강, 기관차, 기계, 조선, 구두, 섬유 제조였다. 도시의 빠른 산업화로 1800년대 중반 독일과 아일랜드 이민자들이 필라델피아에 도착했다. 신규 유입 이민자들과 기존 정착민들 사이에 구직 경쟁으로 대립이 발생했다. 1814년 정착민인 개신교 신자와 이민자인 아일랜드 출신 천주교 신자 사이에서 폭동이 일어나 약 30명이 사망했고, 많은 흑인들도 폭동 때 사망하였다.
1854년 주 정부가 필라델피아 시를 병합할 때 가까이 있는 11개의 지역들을 필라델피아로 편입했다. 1860년 도시의 인구는 565,529명이이었다. 1800년대 중반 필라델피아는 반노예주의 운동의 중심지가 되었다. 1883년 노예 폐지론 개혁자 루크레티아 모트는 미국 반노예주의 모임을 구성하였다. 2명의 흑인 필라델피아 사업가 제임스 포튼과 로버트 퍼비스가 노예 폐지론 지도자들이 되었다. 남북 전쟁 기간에 필라델피아의 은행들은 북군의 주요 재정을 관리하였다. 도시의 산업 시설들은 군수물자를 생산하며 더욱 융성하게 발전했다.

### 필라델피아의 성장

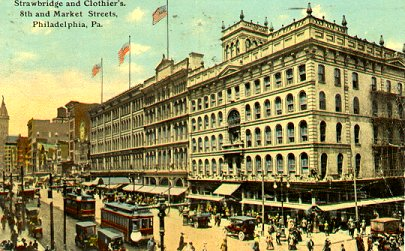
1910년 경의 8번가와 마켓 거리

1876년 필라델피아는 미국 독립 100주년을 기념해서 세계 박람회인 ‘백주년 박람회’를 열었다. 이 박람회는 미국에서 처음으로 성공적으로 열린 박람회였다. 1800년대 후반 산업과 상업이 필라델피아에서 지속적으로 성장하였다. 자본가 앤서니 J. 드렉셀과 사업가 존 워너메이커를 포함한 필라델피아의 사업가들이 ‘마켓 거리’에 도심지 쇼핑 구역을 발달시켰다. 1890년대에 시내 전차가 개통되어 필라델피아 시민들은 도심 지역에서 주변 주택지역까지 이동이 쉬워졌다.
1800년대 후반과 1900년대 초반에 공장 노동 수요가 늘자 수천 명의 동유럽 유대인들과 이탈리아인들이 필라델피아로 들어왔다. 제1차 세계 대전 시기에 미국 남부에서 아프리카계 미국인들이 필라델피아로 이주하기 시작했다. 필라델피아는 1880년 850,000명에서 1920년 1,800,000명 이상으로 늘었다. 제2차 세계 대전 기간 동안과 전쟁 후에 아프리카계 미국인들이 구직과 인종차별을 피하기 위해 필라델피아에 정착하였다. 1950년에 도시의 인구는 2백만 명 이상을 넘었다.

### 도시 재개발
1940년대 후반 필라델피아는 대규모 도시 재개발 계획을 발표했다. 도시는 주택과 공장 건물이 있던 100 에이커를 제거하였다. 사무소 단지 펜 센터는 한번은 철도였던 지역에서 시청의 서부에 올라있다. 1950년대 중반에 도시계획은 병원, 대학과 다른 시설들을 위한 공간을 마련하는 것으로 확대된다. 미 연방정부와 펜실베이니아주 정부의 도움으로 도시는 인디펜던스 홀 북부에 있던 낡은 건물들의 제거하고 드넓은 전망 지역으로 재편하였다. 도시는 이 도시 재개발 노력의 동안에 이웃을 잃은 빈곤한 필라델피아 시민들에게 집을 제공하는 공공주택 프로젝트들 세웠다. 1959년부터 도시는 인디펜던스 홀 남부에 있는 소시어티 힐에 원기를 회복시키가 시작하였다. 개발자들은 1700년부터 시작된 많은 우아한 주택들을 재건하고 버려진 공장과 창고들을 때려 부수었다.
자이언 침례 교회의 목사 라이언 설리번이 지도하는 아프리카계 미국인 시민들은 1950년대 동안에 주요 경제적 자조 프로젝트들을 발달시키기 시작하였다. 1964년 설리번은 아프리카계 미국인들에게 직업을 위한 훈련을 하는 데 도움을 준 기회 산업 센터를 설립했다.

### 지속적인 번영
1970년대 개발자들은 센터 시티에서 몇몇의 주요 프로젝트들을 발표했다. 도시는 1976년 미국 독립 200주년 기념식을 위한 준비로서 인디펜덴트 홀 근처에 있는 역사적 지역들을 재건했다. 100만 명의 방문객들을 끌어들인 기념식이 있기 전에 새로운 호텔과 식당들이 기념식 전년에 개업. 1978년 갤러리 1호점으로 알려진 폐문의 쇼핑몰이 시청 근처에 있는 마켓 스트리트 이스트 개발의 일부로서 개장했다. 두번째 몰 갤러리 2호점은 1980년대 초반에 열었다. 마켓 스트리트 프로젝트는 또한 1993년에 개장한 펜실베이니아 집회소를 포함하였다. 1986년 해양 교역 센터가 델라웨어 강에 놓인 펜즈 랜딩 단지의 일부로서 완성되었다. 1991년 도시는 비지니스들이 다운타운을 정화시키는 데 성공적 노력을 후원한 센터 시티 구역을 창조하였다.
1983년 필라델피아의 시민들은 첫 아프리카계 미국인 시장 윌슨 구드를 선출했다. 1985년 5월 13일 도시에서 최악의 손실들 중의 하나가 도시의 경찰과 "무브(MOVE)"라고 불리는 과격파 단체 사이에 직면하면서 일어났다. 단체의 회원들은 웨스트 필라델피아의 주택으로부터 그들을 퇴거시키려 한 경찰들에 불을 질렀다. 경찰 헬리콥터가 폭탄 투하를 하여 140척 이상의 주택들이 파괴되고, 대략 250명의 노숙자들을 나오게 하고 5명의 어린이들을 포함한 무브의 회원 11명이 사망하였다.

### 최근의 발전

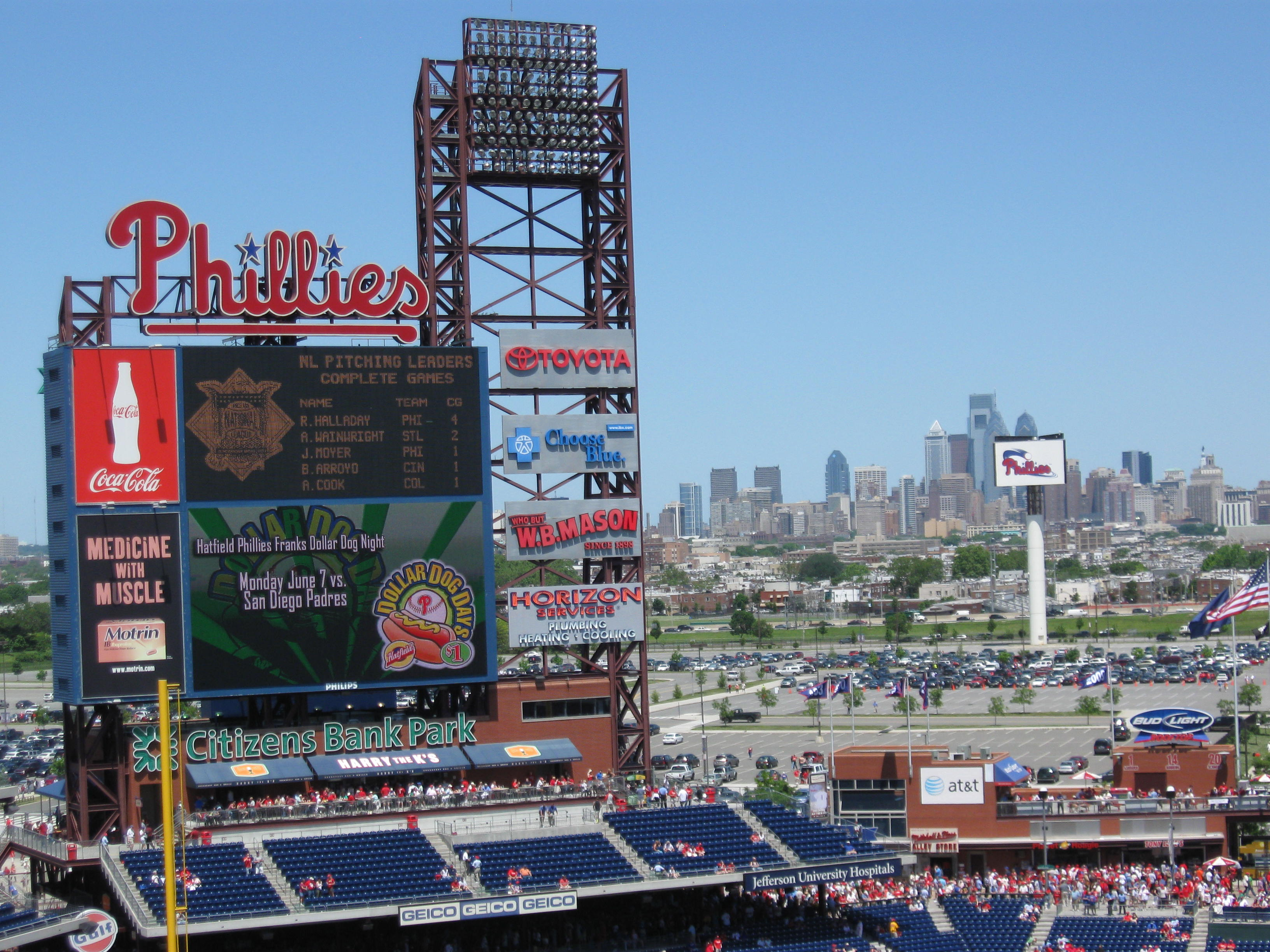
필라델피아 필리스의 홈구장 시트즌스 뱅크 파크. 2004년부터 홈구장으로 쓰였다.

1900년대의 말기는 1950년대와 1960년대에 있던 거대한 도시 재개발의 재평가를 가져왔다. 비평가들은 빈곤인들을 흥미없는 공동 주택 프로젝트들로 이주시키는 것이 잘못되었다고 지적하였다. 도시는 공동 주택의 상승의 대부분을 때려부수기 시작하였다.
필라델피아는 그 경제를 향상시키기 위하여 관광업으로 돌려졌다. 도시는 그 무적의 역사적 지대들과 시설을 촉진시키고 새로운 식당과 호텔들에 용기를주는 데 전념하였다. 필라델피아는 좋은 식사 지역으로 알려졌다. 몇몇의 새 호텔들은 2000년 공화당 전당 회의를 위하여 열었다. 하지만 지역의 고소득 직업들 대부분은 시 외곽에 남아 있었다.
2001년 펜실베이니아 주는 필라델피아의 공동 학교 시스템을 차지하여 그것을 향상시키기 위하여 수백만 달러를 보증하였다. 시스템은 교사들의 부족과 낮은 시험 점수들에 의하여 위기에 처해졌다. 계획은 주가 학교를 지켜보고 시스템을 관리하는 데 최고 경영인을 임명하면서 통제된 5개의 회원 위원회를 요구하였다. 2002년 위원회는 40개 이상의 필라델피아 학교들의 통제를 학교 행정을 경험한 대학들과 회사들을 포함한 비정부 관리인들로 전향시켰다.
2008년 57층의 컴캐스트 센터가 다운타운에 개장되었다. 975 피트(297 미터)를 솟는 스카이스크래퍼는 필라델피아의 가장 큰 건물이 되었다.

## 주민
윌리엄 펜을 동행한 잉글랜드와 웨일스의 퀘이커 교도들이 필라델피아의 첫 정착자들이었다. 다른 유럽인들이 3개의 주요 이민 경향을 따라 들어왔다. 많은 잉글랜드인들이 1700년대를 거쳐 도착하였고으며, 1830년대부터 1880년대까지의 두번째 경향에서는 잉글랜드, 독일, 아일랜드, 스코틀랜드와 웨일스에서 온 이민들이 정착하였다. 1900년대의 세번째 경향에는 오스트리아, 헝가리, 이탈리아, 폴란드, 러시아에서 온 이민들이 정착하였다.
흑인들은 1600년대에 퀘이커 교도들의 인종 동등을 믿고 필라델피아에 왔다. 제1차 세계 대전이 일어나는 동안과 그 후에 남부에서 아프리카계 미국인들이 필라델피아로 대이동하였다. 오늘날 대략 절반의 시민들이 유럽인 계통이고 나머지의 대부분은 아프리카계 미국인이다. 다른 거주민들은 히스패닉과 아시아인들을 포함한다.

## 경제
필라델피아는 펜실베이니아 주의 경제중심지이다. 경제분석국에 따르면 2010년 필라델피아 도시권 지역 총생산은 3,470억 달러인데 이것은 미국에서 7번째로 큰 도시경제 규모이다. 3,880억 달러의 국내 총생산은 필라델피아가 전 세계 도시중에서는 9위, 미국내에서는 4위에 해당한다. 또한 필라델피아는 닐슨 미디어 리서치에 따르면 미국 내에서 4번째로 큰 미디어 시장 소비자를 보유하고 있다고 한다. 필라델피아 주식 시장의 본거지이며 포춘 500대 기업에 속하는 기업들이 존재하는데, 케이블 방송과 인터넷 공급기업인 컴캐스트(Comcast), 보험회사 콜로니얼 펜(Colonial Penn), 시그나(CIGNA) 그리고 링컨 파이낸셜 그룹, 에너지 회사 서노코(Sunoco), 식품기업 아라마크와 크라운 홀딩스, 화학회사 롬 앤 하스 컴퍼니와 FMC, 제약회사인 와이에스와 글락소스미스클라인, 보잉 로터크래프트 시스템스, 자동차 부품 소매기업 펩 보이스 등이다.
필라델피아의 경제 분야는 정보통신, 제조, 정유, 식품가공, 헬스케어와 바이오테크놀러지, 여행 그리고 금융서비스 등이다.

### 서비스업

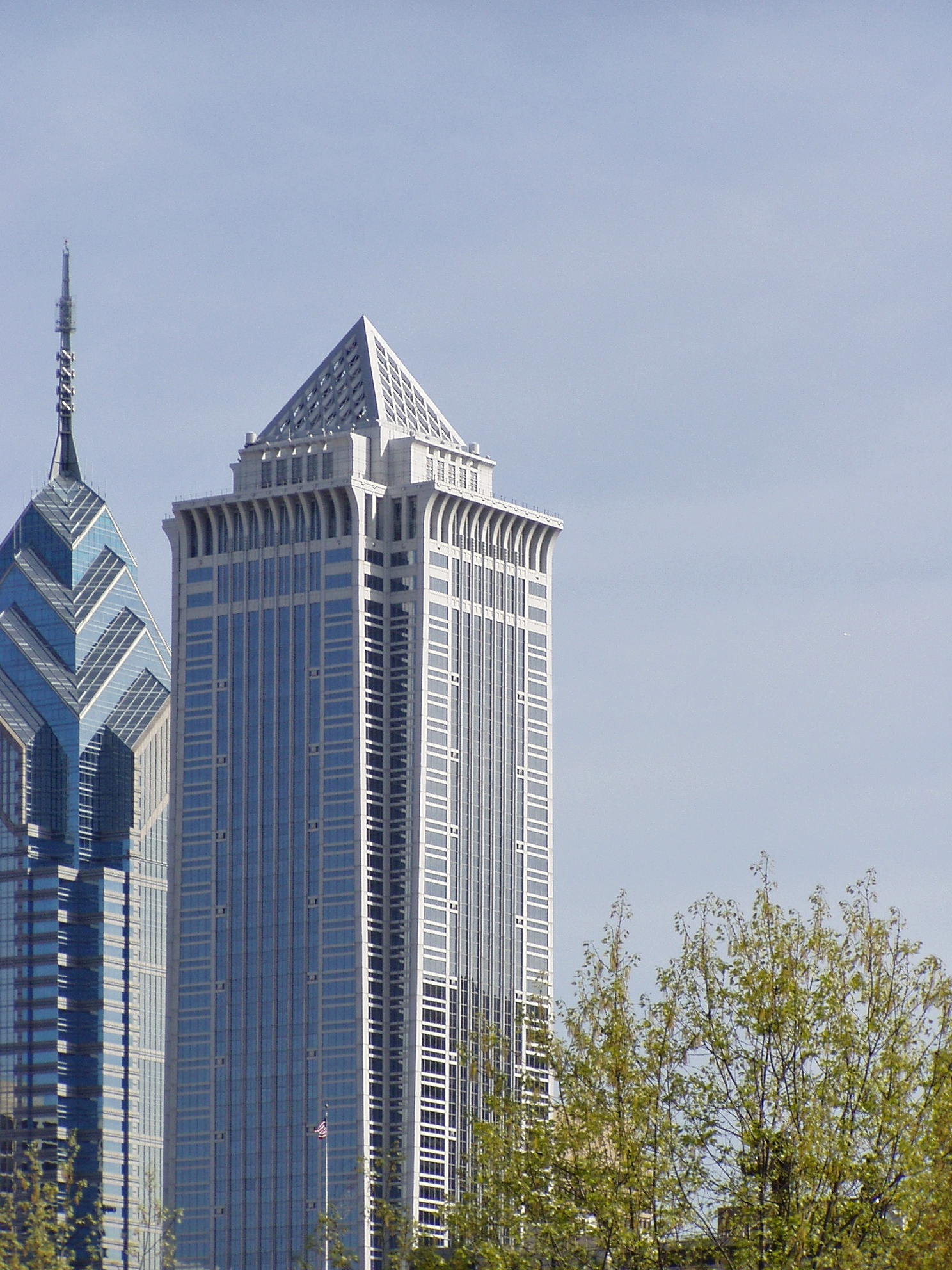
필라델피아의 멜론 뱅크 센터

필라델피아 근로자들의 대부분은 서비업에 고용되어 있다. 필라델피아의 가장 중요한 서비스업들은 교육, 금융, 보건과 무역이다. 교육 시설들은 필라델피아의 많은 근로자들을 위하여 일거리를 마련한다. 도시와 그 주위를 둘러싸는 지역은 수많은 대학교와 단과 대학들이 있다. 서드 연방 상호 은행을 포함한 즁요한 금융 시설들은 자기들의 본사들을 도시에 두었다. 필라델피아에 있는 미국 조폐국은 일반 발행 부수를 위한 수많은 동전을 만드는 2개의 조폐국들 중의 하나이다. 또 하나는 콜로라도주 덴버에 있다. 필라델피아의 상업적 은행들과 보험 회사들은 많은 근로자들을 고용하고 있다.
필라델피아의 번영하는 보건업은 도시에 있는 많은 병원들과 의학교들에 기초를 두고 있다. 주요 병원들은 토머스 제퍼슨 대학 병원과 앨버트 아인슈타인 의료 센터를 포함한다. 의학교들은 필라델피아 대학교의 의과 대학, 드렉셀 대학교의 의과 대학과 템플 대학교의 의과 대학을 포함한다. 필라델피아의 도매상 산업은 미국에서 가장 바쁜 민물의 항구들 중의 하나인 필라델피아 항에 엄하게 의지한다. 항구를 통하여 실어나르는 주요 생산품들은 화학품, 식품과 휘발유이다. 매년 방문하는 관광객들의 다수가 도시의 도매상을 강하게 한다.

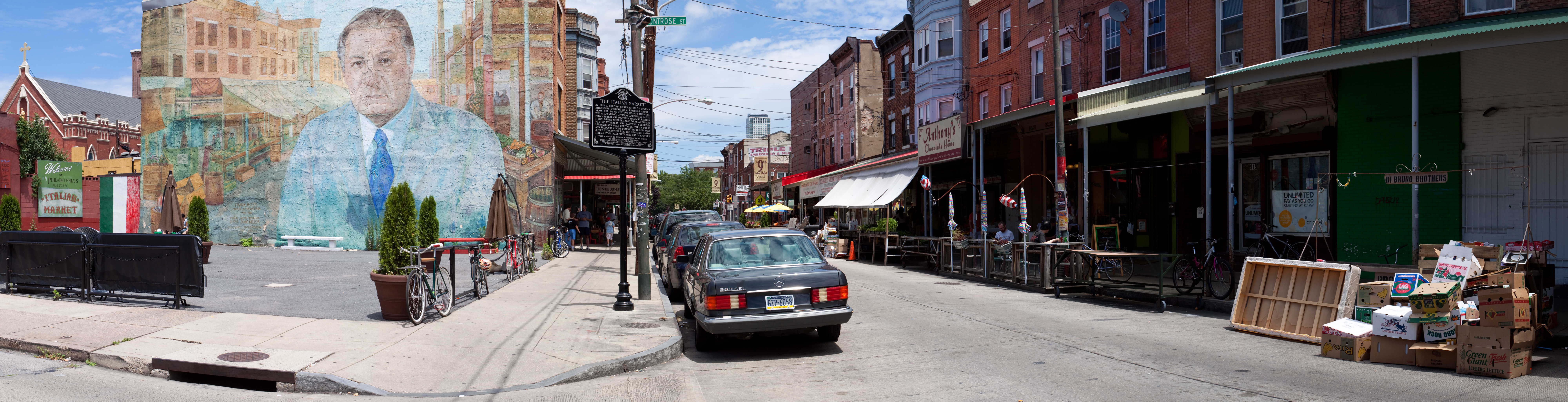
사우스 필라델피아에 있는 이탈리아 시장

### 제조업
필라델피아는 의류생산 부분에서 미국 도시들 사이에서 높은 순위에 있다. 도시의 의류 산업은 국제적 공장들로부터 값비싼 제품들을 제조하는 것에 전문적이다.
필라델피아는 또한 화학품, 합성 금속 제품과 가공 식품들을 제조하기도 한다. 제약업은 도시의 가장 귀한 화학품들 중의 타입이다. 다른 화학품들은 산업적 화학물과 구충제이다. 필라델피아에서 주로 가공되는 식품들은 제과류, 음료와 캔디류를 포함한다. 가장 중요한 합성 금속 제품들로는 금속 컨테이너와 파금이다.

### 교통
필라델피아 국제공항은 국내선과 국제선을 다루고 있다. 지방적 항공기들은 작은 노스이스트 필라델피아 공항을 이용한다. CSX 교통과 노퍽 서던 철도는 필라델피아로 화물 서비스를 마련한다. 승객 열차는 필라델피아와 미국을 통한 도시들과 연결하는 편이다. 4개의 다른 필라델피아와 뉴저지주를 잇고 있다.
공동적으로 소유된 사우스이스턴 펜실베이니아 교통 당국은 도시의 지방 교통의 대부분을 마련하며, 버스, 고가 열차와 지하철들을 운영하고 통근 열차 서비스를 관리한다.

### 통신
벤저민 프랭클린이 필라델피아를 미국 식민지에서 제1의 통신 중심지로 만들었다. 그는 1729년부터 1766년 "펜실베이니아 가제트"라는 신문을 발간하였고, 또한 1729년부터 1766년까지 매년 "푸어 리처즈 앨매너"라는 재치있는 신문 잡지를 발간하기도 하였다. 1741년 미국 최초의 잡지 "아메리칸 매거진"이 필라델피아에서 발간되었다. 미국의 첫 일간 신문 "필라델피아 이브닝 포스트"와 "데일리 애드바이저"는 여기서 1783년에 발단되기 시작하였다. 오늘날 필라델피아에는 2개의 일간 신문 "필라델피아 인콰이어"와 "필라델피아 데일리 뉴스"가 있다.

## 스포츠
필라델피아의 스포츠 팀으로는 메이저 리그 야구 팀 필라델피아 필리스, NBA 농구 팀 필라델피아 세븐티식서스, NFL 미식축구 팀 필라델피아 이글스, NHL 아이스하키 팀 필라델피아 플라이어스, 메이저 리그 축구의 필라델피아 유니언 등이 있다.

## 기후
| 필라델피아 (필라델피아 국제공항)의 기후                                                        | 필라델피아 (필라델피아 국제공항)의 기후 | 필라델피아 (필라델피아 국제공항)의 기후 | 필라델피아 (필라델피아 국제공항)의 기후 | 필라델피아 (필라델피아 국제공항)의 기후 | 필라델피아 (필라델피아 국제공항)의 기후 | 필라델피아 (필라델피아 국제공항)의 기후 | 필라델피아 (필라델피아 국제공항)의 기후 | 필라델피아 (필라델피아 국제공항)의 기후 | 필라델피아 (필라델피아 국제공항)의 기후 | 필라델피아 (필라델피아 국제공항)의 기후 | 필라델피아 (필라델피아 국제공항)의 기후 | 필라델피아 (필라델피아 국제공항)의 기후 | 필라델피아 (필라델피아 국제공항)의 기후 |
| 월                                                                                             | 1월                                     | 2월                                     | 3월                                     | 4월                                     | 5월                                     | 6월                                     | 7월                                     | 8월                                     | 9월                                     | 10월                                    | 11월                                    | 12월                                    | 연간                                    |
| ---------------------------------------------------------------------------------------------- | --------------------------------------- | --------------------------------------- | --------------------------------------- | --------------------------------------- | --------------------------------------- | --------------------------------------- | --------------------------------------- | --------------------------------------- | --------------------------------------- | --------------------------------------- | --------------------------------------- | --------------------------------------- | --------------------------------------- |
| 역대 최고 기온 °C (°F)                                                                         | 23 (74)                                 | 26 (79)                                 | 31 (87)                                 | 35 (95)                                 | 36 (97)                                 | 39 (102)                                | 40 (104)                                | 41 (106)                                | 39 (102)                                | 36 (96)                                 | 29 (84)                                 | 23 (73)                                 | 41 (106)                                |
| 일평균 최고 기온 °C (°F)                                                                       | 5.2 (41.3)                              | 6.8 (44.3)                              | 11.6 (52.8)                             | 18.2 (64.7)                             | 23.6 (74.4)                             | 28.4 (83.2)                             | 31.0 (87.8)                             | 29.9 (85.8)                             | 26.1 (78.9)                             | 19.6 (67.2)                             | 13.3 (55.9)                             | 7.8 (46.0)                              | 18.4 (65.2)                             |
| 일일 평균 기온 °C (°F)                                                                         | 0.9 (33.7)                              | 2.2 (35.9)                              | 6.4 (43.6)                              | 12.5 (54.5)                             | 17.9 (64.3)                             | 23.1 (73.5)                             | 25.9 (78.7)                             | 24.9 (76.8)                             | 21.1 (69.9)                             | 14.6 (58.2)                             | 8.6 (47.4)                              | 3.7 (38.6)                              | 13.5 (56.3)                             |
| 일평균 최저 기온 °C (°F)                                                                       | −3.3 (26.0)                             | −2.5 (27.5)                             | 1.3 (34.3)                              | 6.8 (44.3)                              | 12.3 (54.2)                             | 17.7 (63.9)                             | 20.9 (69.6)                             | 19.9 (67.9)                             | 16.1 (60.9)                             | 9.6 (49.2)                              | 3.8 (38.8)                              | −0.4 (31.2)                             | 8.5 (47.3)                              |
| 역대 최저 기온 °C (°F)                                                                         | −22 (−7)                                | −24 (−11)                               | −15 (5)                                 | −10 (14)                                | −2 (28)                                 | 7 (44)                                  | 11 (51)                                 | 7 (44)                                  | 2 (35)                                  | −4 (25)                                 | −13 (8)                                 | −21 (−5)                                | −24 (−11)                               |
| 평균 강수량 mm (인치)                                                                          | 80 (3.13)                               | 70 (2.75)                               | 101 (3.96)                              | 88 (3.47)                               | 85 (3.34)                               | 103 (4.04)                              | 111 (4.38)                              | 109 (4.29)                              | 112 (4.40)                              | 88 (3.47)                               | 74 (2.91)                               | 101 (3.97)                              | 1,120 (44.11)                           |
| 평균 강설량 cm (인치)                                                                          | 18 (7.1)                                | 21 (8.4)                                | 9.1 (3.6)                               | 0.76 (0.3)                              | 0.0 (0.0)                               | 0.0 (0.0)                               | 0.0 (0.0)                               | 0.0 (0.0)                               | 0.0 (0.0)                               | 0.0 (0.0)                               | 0.51 (0.2)                              | 8.9 (3.5)                               | 59 (23.1)                               |
| 평균 강수일수 (≥ 0.01 인치)                                                                    | 11.0                                    | 9.7                                     | 10.9                                    | 10.9                                    | 11.0                                    | 10.3                                    | 10.1                                    | 8.9                                     | 9.3                                     | 9.1                                     | 8.6                                     | 11.0                                    | 120.8                                   |
| 평균 강설일수 (≥ 0.1 인치)                                                                     | 4.1                                     | 3.8                                     | 2.0                                     | 0.2                                     | 0.0                                     | 0.0                                     | 0.0                                     | 0.0                                     | 0.0                                     | 0.0                                     | 0.1                                     | 1.8                                     | 12.0                                    |
| 평균 상대 습도 (%)                                                                             | 66.2                                    | 63.6                                    | 61.7                                    | 60.4                                    | 65.4                                    | 67.8                                    | 69.6                                    | 70.4                                    | 71.6                                    | 70.8                                    | 68.4                                    | 67.7                                    | 67.0                                    |
| 평균 월간 일조시간                                                                             | 155.7                                   | 154.7                                   | 202.8                                   | 217.0                                   | 245.1                                   | 271.2                                   | 275.6                                   | 260.1                                   | 219.3                                   | 204.5                                   | 154.7                                   | 137.7                                   | 2,498.4                                 |
| 가능 일조율                                                                                    | 52                                      | 52                                      | 55                                      | 55                                      | 55                                      | 61                                      | 61                                      | 61                                      | 59                                      | 59                                      | 52                                      | 47                                      | 56                                      |
| 출처: 미국 해양대기청 (평년값: 1991년~2020년, 극값: 1872년~현재, 상대습도/일조: 1961년~1990년) |                                         |                                         |                                         |                                         |                                         |                                         |                                         |                                         |                                         |                                         |                                         |                                         |                                         |

## 자매 도시
- 이탈리아 피렌체 (1964년)
- 이스라엘 텔아비브 (1966년)
- 폴란드 토룬 (1976년)
- 중국 톈진시 (1980년)
- 대한민국 인천 (1983년)
- 카메룬 두알라 (1986년)
- 일본 고베시 (1986년)
- 러시아 니즈니노브고로드 (1992년)
- 이탈리아 아브루초주 (1997년)
- 프랑스 엑상프로방스 (1999년)
- 대한민국 창녕 (2001년)